# آلاباما (نیویورک)
آلاباما (به انگلیسی: Alabama) یک منطقهٔ مسکونی در ایالات متحده آمریکا است که در نیویورک واقع شده‌است. آلاباما ۱۱۰٫۷۹ کیلومتر مربع مساحت و ۱٬۸۶۹ نفر جمعیت دارد و ۲۰۲٫۰۸ متر بالاتر از سطح دریا واقع شده‌است.